# 川岸組
川岸組位於北海道本部的設置，日本的黑社會指定暴力團之一 六代目山口組旗下的3次團體。隸屬上部團體為 三代目誠友會。

## 最高幹部
- 組長·川岸朝明（三代目誠友會副會長）

## 下部團體（山口組的4次團體）
- 岡田組
- 中川組
- 小林組